# Muye
Muye (en chino, 牧野; pinyin, Mùyě) es un distrito urbano bajo la administración directa de la Prefectura  Xinxiang  en la Provincia de Henan, República Popular China.  Su área es de 98 km² y su población total para 2010 superó los 310 mil  habitantes. 

## Administración
Desde junio  de 2023, el distrito Muye se divide en 9 pueblos  administrados  en 7 subdistritos y 2   poblados.

## Toponimia
El topónimo Muye recuerda la "Batalla de Muye", que tuvo lugar aquí en el año 1046 a. C. La batalla decisiva donde el ejército Zhou derrotó a la dinastía Shang, marcando el inicio de la dinastía Zhou.
El nombre Muye significa literalmente "llanura de pastoreo", ya que era una zona de campos abiertos cerca de la capital de los Shang.